# Идиот (роман)
«Идио́т» (рус. дореф. Идіотъ) — роман писателя Фёдора Михайловича Достоевского, впервые опубликованный в номерах журнала «Русский вестник» за 1868 год. Замысел романа обдумывался писателем во время пребывания за границей — в Германии и Швейцарии. Первые 4 главы 1 из 4 частей «Идиота» созданы с 14 сентября по 20 декабря 1867 года в Женеве в Швейцарии. Дописывался роман в Италии, закончен во Флоренции 29 января 1869 г. Первоначально посвящался любимой племяннице писателя С. А. Ивановой. Сохранилось три тетради с подготовительными материалами к роману (впервые опубликованы в 1931 г.). Ни черновая, ни беловая рукописи романа не сохранились.

## Сюжет

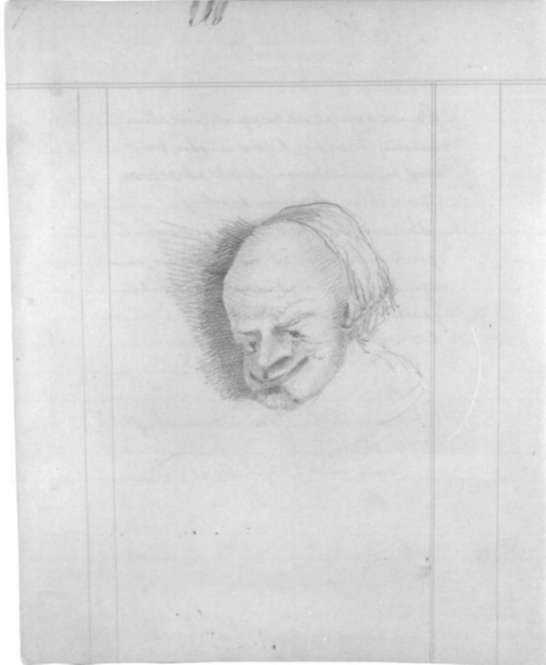
Рисунок Достоевского к роману

### Часть первая
Действие первой части происходит на протяжении одного дня, 27 ноября. 26-летний князь Лев Николаевич Мышкин возвращается из Швейцарии, где провёл несколько лет, лечась от эпилепсии. Князь предстаёт человеком искренним и невинным, хотя и прилично разбирающимся в отношениях между людьми. Он едет в Россию в Санкт-Петербург к единственным оставшимся у него родственникам — семье Епанчиных. В поезде он знакомится с молодым купцом Парфёном Рогожиным и отставным чиновником Лебедевым, которым бесхитростно рассказывает свою историю. В ответ он узнаёт подробности жизни Рогожина, который влюблён в Настасью Филипповну Барашкову, воспитанницу богатого дворянина Афанасия Ивановича Тоцкого, им же соблазнённую в несовершеннолетнем возрасте.
В квартире Епанчиных выясняется, что Настасья Филипповна там хорошо известна. Есть план выдать её за протеже генерала Епанчина Гаврилу Ардалионовича Иволгина, человека амбициозного, но посредственного. Князь Мышкин знакомится со всеми основными персонажами повествования. Это дочери Епанчиных — Александра, Аделаида и Аглая, на которых он производит благоприятное впечатление, оставаясь объектом их немного насмешливого внимания. Это генеральша Лизавета Прокофьевна Епанчина, которая находится в постоянном волнении из-за того, что её муж общается с Настасьей Филипповной, имеющей репутацию падшей. Это Ганя Иволгин, который очень страдает из-за предстоящей ему роли мужа Настасьи Филипповны, хотя ради денег готов на всё, и не может решиться на развитие своих пока очень слабых отношений с Аглаей. Князь Мышкин довольно простодушно рассказывает генеральше и сёстрам Епанчиным о том, что он узнал о Настасье Филипповне от Рогожина, а также поражает их своим повествованием о воспоминаниях и чувствах своего знакомого, который был приговорён к смертной казни, но в последний момент был помилован.
Генерал Епанчин предлагает князю нанять комнату в доме Иволгиных. Там князь знакомится с семьёй Гани, а также впервые встречает неожиданно приезжающую Настасью Филипповну. После безобразной сцены с алкоголиком-отцом Гани, отставным генералом Ардалионом Александровичем, которого сын бесконечно стыдится, в дом Иволгиных приезжает за Настасьей Филипповной и Рогожин. Он приезжает с шумной компанией, которая собралась вокруг него совершенно случайно, как вокруг любого человека, умеющего сорить деньгами. В результате скандального объяснения Рогожин клянётся Настасье Филипповне, что к вечеру предложит ей сто тысяч рублей наличными.
Тем же вечером Мышкин, предчувствуя что-то нехорошее, очень хочет попасть в дом к Настасье Филипповне и вначале надеется на старшего Иволгина, который обещает проводить его, но на самом деле вовсе не знает, где она живёт. Отчаявшемуся князю неожиданно помогает младший брат Гани, Коля. У Настасьи Филипповны именины, гостей мало. Якобы сегодня должно всё решиться и Настасья Филипповна должна дать согласие выйти за Ганю. Неожиданное появление князя приводит всех в изумление. Один из гостей, Фердыщенко, тип мелкого негодяя, предлагает для развлечения сыграть в странную игру: каждый рассказывает про свой самый низкий поступок. Следуют рассказы самого Фердыщенко и Тоцкого. В форме такого рассказа Настасья Филипповна даёт отказ Гане выйти за него замуж, предварительно спросив совета у Мышкина. В комнаты внезапно вваливается Рогожин с компанией, принёсший обещанные сто тысяч. Он торгует Настасью Филипповну, предлагая ей деньги в обмен на согласие стать «его».
Князь даёт повод к изумлению, серьёзно предлагая Настасье Филипповне выйти за него замуж, в то время как она в отчаянии играет этим предложением и едва ли не соглашается. Тут же выясняется, что князь получает большое наследство. Настасья Филипповна предлагает Гане взять сто тысяч и бросает их в камин. «Но только без перчаток, с голыми руками. Вытащишь — твои, все сто тысяч твои! А я на душу твою полюбуюсь, как ты за моими деньгами в огонь полезешь». Лебедев, Фердыщенко и подобные им в замешательстве умоляют Настасью Филипповну позволить им выхватить из огня пачку денег, но она непреклонна. Иволгин сдерживается и теряет сознание. Настасья Филипповна щипцами вынимает почти целые деньги, кладёт их возле Иволгина и уезжает с Рогожиным.

### Часть вторая
Проходит полгода. Князь, живущий в Москве, теперь не кажется совершенно наивным человеком, сохраняя при этом всю свою простоту в общении. За это время он успел получить наследство, о котором ходят слухи, что оно едва ли не колоссальное. Также по слухам известно, что в Москве князь вступает в тесное общение с Настасьей Филипповной, но вскоре она оставляет его. В это время Коля Иволгин, который стал дружен с сёстрами Епанчиными и даже с самой генеральшей, передаёт Аглае записку от князя, в которой он в путаных выражениях просит её вспомнить о нём.
Наступает лето, Епанчины выезжают на дачу в Павловск. Вскоре после этого Мышкин приезжает в Петербург и наносит визит Лебедеву, от которого узнаёт о Павловске и снимает у него дачу в том же месте. Затем князь идёт в гости к Рогожину, с которым у него тяжёлый разговор, закончившийся братанием и обменом нательными крестами. Рогожин ревнует Настасью Филипповну к князю, утверждая (со слов Настасьи Филипповны), что она любит Мышкина и не идёт за него замуж только потому, что не хочет его позорить. При этом становится очевидно, что Рогожин уже готов зарезать князя или Настасью Филипповну и даже, думая об этом, купил нож. В доме Рогожина Мышкин замечает копию картины Ганса Гольбейна-младшего «Мёртвый Христос», которая становится одним из важнейших художественных образов в романе, часто поминаемым и после.
Возвращаясь от Рогожина, князь чувствует, что близок к припадку, его сознание мутится. Он замечает, что за ним следят «глаза» — видимо, Рогожин. Дойдя до гостиницы, Мышкин сталкивается с Рогожиным, который уже занёс над ним нож, но в эту секунду с князем случается припадок, останавливающий преступление.
Мышкин переезжает в Павловск, где генеральша Епанчина, прослышав, что он нездоров, немедля наносит ему визит вместе с дочерьми и князем Щ., женихом Аделаиды. Также в доме присутствуют Лебедев и Иволгины. Позже к ним присоединяются генерал Епанчин и Евгений Павлович Радомский, предполагаемый жених Аглаи. Коля напоминает о некоей шутке про «рыцаря бедного», и непонимающая Лизавета Прокофьевна заставляет Аглаю прочесть известное стихотворение Пушкина, что та и делает с большим чувством, заменяя, между прочим, инициалы, написанные рыцарем в стихотворении, на инициалы Настасьи Филипповны.
Появляется многочисленная группа новых посетителей, в частности Ипполит и Антип Бурдовский, который заявляет свои моральные права на некоторую долю нынешнего состояния князя, поскольку его «отец» Павлищев в своё время издержал значительную сумму на лечение князя. Зачитывается вслух фельетон из газеты, где Мышкин выставляется врождённым идиотом, отнявшим всякую надежду «сына Павлищева» на счастливую будущность, не пожелав по совести поделиться с ним «миллионным» наследством. Ганя, нанятый Мышкиным, убедительно доказывает, что Бурдовский вовсе не сын Павлищева, как сам он искренне полагает, науськанный, к тому же, своими приятелями. Мышкин проявляет себя как поразительно добрый и мягкий человек, что вызывает отчасти саркастическую оценку со стороны Епанчиных. Под конец сцены всё внимание приковывает больной чахоткой Ипполит, чья речь, обращённая ко всем присутствующим, полна неожиданных моральных парадоксов. В этот же вечер, уходя от Мышкина, Епанчины и Радомский встречают проезжающую в коляске Настасью Филипповну. Та на ходу выкрикивает Радомскому про какие-то векселя, тем самым компрометируя его перед Епанчиными и будущей невестой.
На третий день генеральша Епанчина наносит неожиданный визит князю, хотя и сердилась на него всё это время. В ходе их беседы выясняется, что Аглая каким-то образом вошла в общение с Настасьей Филипповной через посредство Гани и его сестры, которая вхожа к Епанчиным. Также князь проговаривается, что получал записку от Аглаи, в которой она просит его впредь не показываться ей на глаза. Удивлённая Лизавета Прокофьевна, поняв, что тут играют роль чувства, которые Аглая питает к князю, немедленно велит ему идти к ним в гости «намеренно».

### Часть третья
Лизавета Прокофьевна Епанчина про себя сетует на князя за то, что по его вине всё в их жизни «вверх дном пошло», и узнаёт, что Аглая вступила в переписку с Настасьей Филипповной.
На встрече у Епанчиных князь говорит о себе, о своей болезни, о том, что над ним нельзя не смеяться. Аглая вступается: «здесь все, все не стоят вашего мизинца, ни ума, ни сердца вашего! Вы честнее всех, благороднее всех, лучше всех, добрее всех, умнее всех!» Все потрясены. Аглая продолжает: «Я ни за что за вас не выйду замуж! Знайте, что ни за что и никогда! Знайте это!» Князь оправдывается, что и не помышлял об этом. В ответ Аглая начинает неудержимо смеяться. В конце смеются все.
Позже Мышкин, Радомский и семейство Епанчиных встречают в воксале Настасью Филипповну. Та громко и вызывающе сообщает Радомскому, что его дядя Капитон Алексеич застрелился по причине растраты казённых денег. Поручик Моловцов, большой приятель Радомского, громко называет Настасью Филипповну тварью, за что та ударяет его тростью по лицу. Офицер бросается на неё, но Мышкин вступается. Подоспевший Рогожин уводит Настасью Филипповну.
У князя Мышкина день рождения. На нём Ипполит Терентьев заявляет: «Господа, князь утверждает, что мир спасёт красота! А я утверждаю, что у него оттого такие игривые мысли, что он теперь влюблён». Князь никак не подтверждает его слова. Затем Терентьев решается читать «Моё необходимое объяснение» с эпиграфом «После меня хоть потоп».
Аглая пишет Мышкину записку, в которой назначает встречу на скамейке в парке. Мышкин в волнении: он не может поверить, что его можно полюбить.
Князь читает письма Настасьи Филипповны к Аглае. Зачитавшись, заходит к Епанчиным в полночь, думая, что ещё и десяти нет. Александра оповещает его, что уже все спят. Идя к себе, князь встречает Настасью Филипповну, которая говорит, что он видит её в последний раз.

### Часть четвёртая
В доме Иволгиных теперь известно, что Аглая выходит замуж за князя и у Епанчиных вечером собирается хорошее общество для знакомства с ним. Ганя и Варя разговаривают о краже денег у Лебедева, в которой, оказалось, виноват их отец. Ганя спорит с генералом Иволгиным до того, что тот кричит «проклятие дому сему» и уходит. Продолжаются споры с Ипполитом, который в ожидании смерти не знает уже никаких мер. Ганя и Варя получают письмо от Аглаи, в котором та просит их обоих прийти к известной Варе зелёной скамейке; брату и сестре непонятен этот шаг, ведь помолвка с князем уже состоялась. На следующее утро, после горячего объяснения с Лебедевым, генерал Иволгин посещает князя и объявляет ему, что он желает поговорить о важных для него вещах, но переносит разговор на следующий день. Князь разговаривает с Лебедевым о пропавших деньгах и просит объявить генералу о том, что деньги нашлись. Генерал Иволгин встречается с князем и рассказывает истории из своей жизни, потом заявляет, что заставит «уважать самого себя»; он уходит от князя и переселяется в дом к своему семейству. Через несколько дней происходит ссора генерала с Ганей, после которой генерал уходит из дома с Колей и чуть позже переносит апоплексический удар.
Аглая дарит князю ежа в «знак глубочайшего её уважения». У Епанчиных Аглая сразу хочет знать его мнение о еже, отчего князь несколько смущается. Ответ не удовлетворяет Аглаю, и она ни с того ни с сего спрашивает: «Сватаетесь вы за меня или нет?» и «Просите вы моей руки или нет?» Князь убеждает, что просит и очень её любит. Она спрашивает о его денежном состоянии, что другими считается совершенно неуместным. Потом она хохочет и убегает, сёстры и родители вслед за ней. В своей комнате Аглая плачет, мирится с родными и говорит, что князя вовсе не любит и что «умрёт со смеху», когда увидит его снова. Аглая просит прощения у князя; он до того счастлив, что даже не слушает её слова: «Простите, что я настаивала на нелепости, которая, конечно, не может иметь ни малейших последствий…» Весь вечер князь весел, много и оживлённо говорит, затем в парке встречает Ипполита, который, как обычно, язвительно издевается над князем.
Готовясь к вечернему собранию, к «великосветскому кругу», Аглая предупреждает князя о какой-нибудь неадекватной выходке. Князь заключает, что лучше будет, если он не придёт, но тотчас же изменяет мнение, когда Аглая даёт понять, что всё распоряжено отдельно для него.
Вечер в высшем обществе начинается с приятных разговоров. Но вдруг князь начинает говорить: во всём преувеличивает, всё больше и больше горячится и, наконец, разбивает вазу, как сам пророчил. После того, как все прощают ему этот случай, он чувствует себя прекрасно и продолжает оживлённо говорить. Сам не замечая, он встаёт во время речи, и вдруг с ним, как по пророчеству, случается припадок. Аглая потом объявляет, что она никогда не считала его своим женихом.
Епанчины всё же осведомляются о здоровье князя. Через Веру Лебедеву Аглая велит князю не отлучаться со двора. Приходит Ипполит и объявляет князю, что он сегодня поговорил с Аглаей, чтобы условиться насчёт свидания с Настасьей Филипповной, которое должно состояться в этот же день. Князь понимает: Аглая хотела, чтобы он оставался дома и она могла за ним зайти. Так и происходит, и главные лица романа встречаются.
В ходе объяснения Аглая оскорбляет Настасью Филипповну, и та, будучи в полуобморочном и почти невменяемом состоянии, приказывает князю решать, с кем он пойдёт. Князь ничего не понимает и обращается к Аглае, указывая на Настасью Филипповну: «Разве это возможно! Ведь она… такая несчастная!» После этого Аглая не выдерживает и убегает, князь за нею, но на пороге Настасья Филипповна обхватывает его руками и падает в обморок. Он остаётся с ней.
Начинаются приготовления к свадьбе князя и Настасьи Филипповны. Епанчины уезжают из Павловска, приезжает врач, чтобы осмотреть Ипполита, а также князя. Радомский жалует к князю с намерением «анализировать» всё происшедшее и мотивы князя к иным поступкам и чувствам. Князь полностью убеждён, что виноват.
Умирает генерал Иволгин от второй апоплексии. Лебедев начинает интриговать против князя и признаётся в этом в самый день свадьбы. Ипполит в это время часто присылает за князем, что его немало развлекает. Он даже говорит ему, что Рогожин теперь убьёт Аглаю за то, что он у него Настасью Филипповну отобрал. Последняя, однако, чрезмерно беспокоится, вообразив, что Рогожин прячется в саду и хочет её «зарезать». Перед самой свадьбой, когда князь ждёт в церкви, она видит Рогожина, кричит «Спаси меня!» и уезжает с ним. Реакцию князя на это («в её состоянии… это совершенно в порядке вещей») Келлер считает «беспримерной философией».
Князь покидает Павловск, снимает номер в Петербурге и начинает поиски Рогожина. Когда он приходит в дом Рогожина, служанка говорит, что его нет дома, а дворник, наоборот, отвечает, что он дома, но, послушав возражение князя, полагает, что «может, и вышел». На пути в гостиницу Рогожин в толпе трогает князя за локоть и говорит, чтобы тот пошёл с ним: Настасья Филипповна у него дома. Они вместе тихо поднимаются в квартиру. На кровати лежит Настасья Филипповна и спит «совершенно неподвижным сном»: Рогожин убил её ножом и накрыл простынёй. Князь начинает дрожать и вместе с Рогожиным ложится. Они ещё долго разговаривают обо всём. Вдруг Рогожин начинает кричать, забыв, что должен говорить шёпотом, и внезапно замолкает. Когда их находят, Рогожина застают «в полном беспамятстве и горячке», а князь больше ничего не понимает и никого не узнаёт — он «идиот», как тогда, в Швейцарии.

## Персонажи
- Князь Лев Николаевич Мышкин — русский дворянин, лечившийся четыре года в Швейцарии от эпилепсии. Белокурый с голубыми глазами, ростом чуть выше среднего. Чистый душой и помыслами, чрезвычайно умный своею природой, он не может быть иначе назван в обществе, как Идиот.
- Настасья Филипповна Барашкова — красивая женщина из дворянской семьи. Содержанка А. И. Тоцкого, который её обольстил в подростковом возрасте, будучи её опекуном. Она вызывает сострадание и жалость князя Мышкина, который жертвует многим, чтобы помочь ей. Любима Рогожиным.
- Парфён Семёнович Рогожин — сероглазый, тёмноволосый двадцатисемилетний человек из рода купцов. Страстно влюбившись в Настасью Филипповну и получив большое наследство, кутит вместе с ней.

Семейство Епанчиных:
- Лизавета Прокофьевна Епанчина — дальняя родственница князя Мышкина. Мать трёх красавиц Епанчиных. Весьма вздорная порой, но очень ранимая и чувствительная.
- Иван Фёдорович Епанчин — богатый и уважаемый в петербургском обществе, генерал Епанчин. Родился в низшем слое.
- Александра Ивановна Епанчина — старшая сестра Аглаи, 25 лет.
- Аделаида Ивановна Епанчина — средняя из сестёр Епанчиных, 23 года. Увлекается живописью. Помолвлена с князем Щ.
- Аглая Ивановна Епанчина — самая младшая и самая красивая из девиц Епанчиных. Любимица матери. Язвительная, избалованная, но абсолютное дитя. За ней ухаживает Евгений Павлович Радомский, протеже княгини Белоконской. Впоследствии вышла замуж за польского графа «после короткой и необычайной привязанности».

Семейство Иволгиных:
- Ардалион Александрович Иволгин — отставной генерал, отец семейства. Лгун и пьяница.
- Нина Александровна Иволгина — жена генерала Иволгина, мать Гани, Вари и Коли.
- Гаврила (Ганя) Ардалионович Иволгин — амбициозный чиновник среднего класса. Он влюблён в Аглаю Ивановну.
- Николай (Коля) Ардалионович Иволгин — младший брат Гани, в начале произведения — 13 лет, в конце романа — 16.
- Варвара Ардалионовна Птицына — сестра Гани Иволгина. Категорически против женитьбы брата на Настасье Филипповне. Умелая интриганка, вхожа в дом Епанчиных, для того, чтобы свести Аглаю с Ганей.
- Иван Петрович Птицын — ростовщик, муж Варвары Ардалионовны.

Другие значимые лица:
- Фердыщенко — арендует комнату у Иволгиных. Сознательно играет роль шута.
- Афанасий Иванович Тоцкий — миллионер. Растлил, а затем содержал Настасью Филипповну Барашкову после смерти её отца. Даёт за ней приданое 75 тысяч. Хочет жениться на Александре Ивановне Епанчиной и выдать замуж Настасью Филипповну за Ганю Иволгина.
- Ипполит Терентьев — чахоточник, друг Коли. Считает себя великим человеком. Не может дождаться смерти, ожидаемой им уже два месяца.
- Келлер — боксёр, «автор знакомой читателю статьи», «действительный член прежней рогожинской компании», поручик в отставке. Шафер на несостоявшейся свадьбе Мышкина.
- Лукьян Тимофеевич Лебедев — чиновник, «дурно одетый господин», «лет сорока, сильного сложения, с красным носом и угреватым лицом», отец большого семейства, сильно пьющий и подобострастный. Постоянно признающий, что он «низок, низок», и тем не менее от своих повадок не отступающийся.
- Князь Щ — общественник, земский деятель, корреспондент нескольких русских учёных обществ, первоначально состоял на службе. Родственник Евгения Павловича Радомского, помолвлен с Аделаидой Ивановной Епанчиной.

## Экранизации

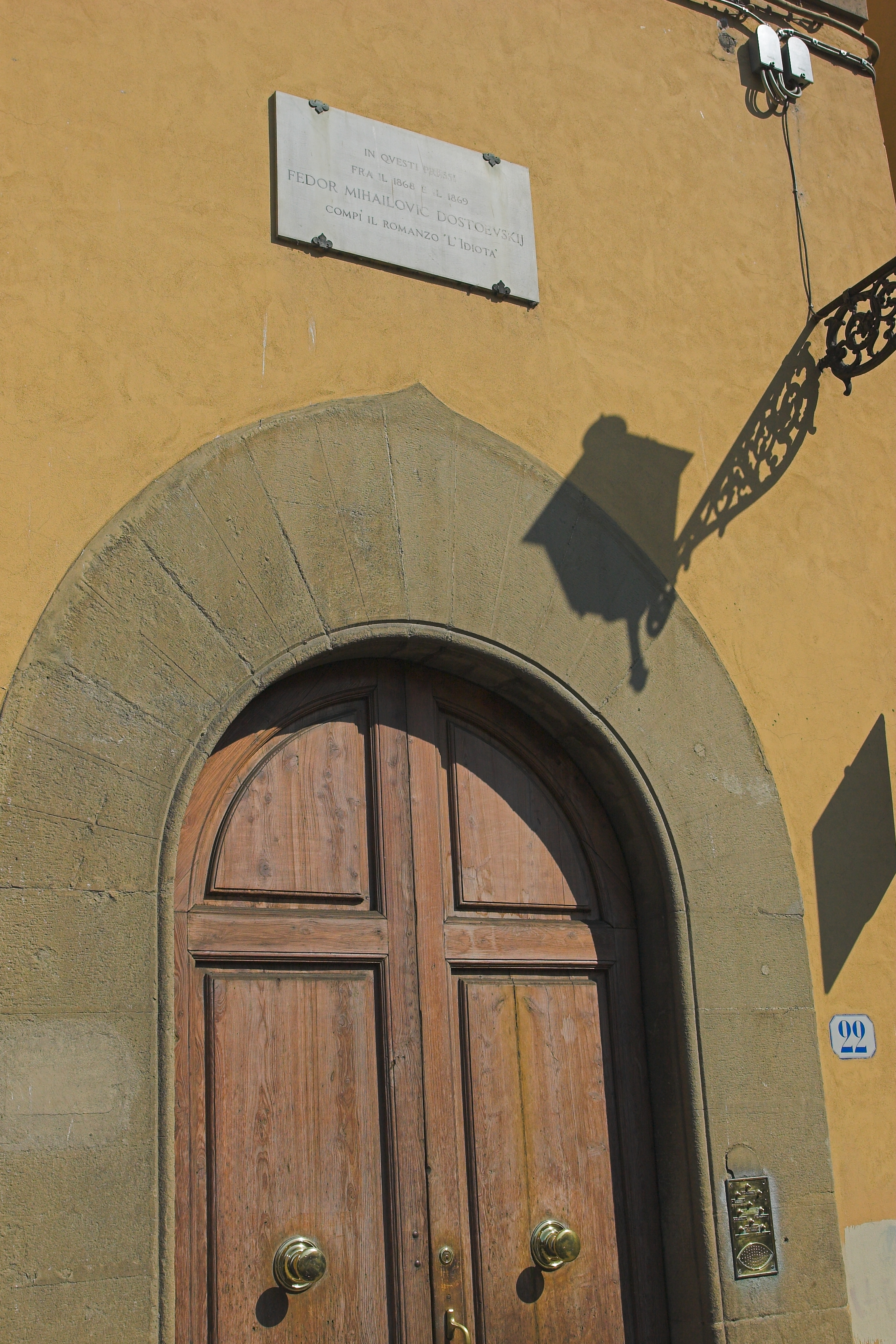
Флоренция. Мемориальная табличка, сообщающая, что здесь Ф. М. Достоевский написал роман «Идиот»

- «Идиот» — фильм Петра Чардынина (Россия, 1910)
- «Идиот» / L’idiota — фильм Сальваторе Аверсано (Италия, 1919)
- «Князь-идиот» — фильм Эудженио Перего[англ.] (Италия, 1920)
- «Заблудшие души» / Irrende Seelen — фильм Карла Фрёлиха (Германия, 1921)
- «Идиот» — фильм Жоржа Лампена (Франция, 1946). В главной роли Жерар Филип, его роль в немецком переводе озвучил актёр Макс Эккард)
- «Идиот» — фильм Акиры Куросавы (Япония, 1951)
- «Идиот» / O Idiota — фрагмент шоу ТВ Авангард, режиссёр Луис Галлон (Бразилия, 1955)
- «Идиот» — фильм Ивана Пырьева (СССР, 1958)
- «Идиот» — телесериал Джакомо Ваччари[итал.], (Италия, 1959)
- «Идиот» — телесериал Алана Бриджеса (Великобритания, 1966)
- «Идиот» (ТВ) / L’idiot — фильм Андре Барсака (Франция, 1968)
- «Идиот» Der Idiot — телесериал Рольфа фон Сюдова[нем.] (ФРГ, 1968)
- «Идиот» / El idiota — фильм Антонио Чика (20 фрагментов сериала «Роман» (Испания, 1976)
- «Идиот» — фильм Александры Ремизовой (СССР, театр им. Вахтангова, 1979)
- Идиот / To pathos (Греция, 1984)
- «Шальная любовь» — фильм Анджея Жулавского (Франция, 1985)
- «Идиот[англ.]» — фильм/мини-сериал Мани Каула[англ.] (Индия, 1992)
- «Настасья» — фильм Анджея Вайды (Польша, Япония, 1994)
- «Возвращение идиота[чеш.]» — фильм Саши Гедеона (Германия, Чехия, 1999)
- «Даун Хаус» — фильм-пародия Романа Качанова (Россия, 2001)
- «Идиот» / Idiot — фильм Слободана Радовича и Стево Жигона (Югославия, 2001)
- «Идиот» — телесериал Владимира Бортко (Россия, 2003)
- «Идиот[фр.]» — фильм Пьера Леона[фр.](Франция, 2008)
- В августе 2010 года эстонский режиссёр Райнер Сарнет приступил к съёмкам фильма «Идиот» по одноимённой книге Достоевского. Премьера состоялась 12 октября 2011 года.

## Театральные постановки
- 1957 — «Идиот» (Большой драматический театр). Сценическая композиция и постановка Г. А. Товстоногова; режиссёр Р. Сирота, художник М. М. Лихницкая; композитор И. И. Шварц, дирижёр Н. Я. Любарский. Роли исполняли: князь Мышкин — И. М. Смоктуновский, позже — Игорь Озеров, Рогожин — Е. А. Лебедев, Настасья Филиповна — Н. А. Ольхина.
- 1958 — «Идиот» (Театр им. Вахтангова). Постановка А. И. Ремизовой. Роли исполняли: князь Мышкин — Н. О. Гриценко, Рогожин — М. А. Ульянов, Настасья Филиповна — Ю. К. Борисова, Аглая — Л. В. Целиковская.
- Санкт-Петербургский театр «Мастерская», под названием «Идиот. Возвращение». Постановка Григория Козлова[4]. В 2010 году все три исполнителя роли Мышкина были удостоены Независимой актёрской премии им. В. И. Стржельчика.
- Петербургский Молодёжный театр на Фонтанке. «Идиот.2012» Постановка народного артиста России Семёна Спивака. Спектакль является одним из дипломных курса Семёна Яковлевича Спивака в Театральной Академии на Моховой.
- 2018 — Петербургский театр «ЛДМ. Новая сцена» спектакль-концерт «Идиот». Режиссёр Василий Заржецкий, композитор Сергей Рубальский, автор либретто и стихов Евгений Фридман.
- 2025 — 16 апреля в Алтайском краевом театре драмы имени В.М. Шукшина премьера спектакля «Идиот». Главный режиссёр Артём Терёхин, художник по свету Елена Алексеева. В главной роли — Елизавета Арзамасова.

## Опера
- 1968 — опера «Идиот» (итал. L'idiota) Лучано Шайи (премьера — 1970, Римская опера)
- 1966—1971 — опера «Мышкин» (англ. Myshkin) Джона Итона (премьера — 23 апреля 1973, Блумингтон)
- 1986 — опера «Идиот» Мечислава Вайнберга (премьера — 2013, Мангейм)
- 1986—1987 — опера «Идиот» (нем. Der Idiot) Карла Оттомара Трайбмана (премьера — 1 октября 1988, Лейпцигская опера)
- 1995 — опера «Н. Ф. Б.» Владимира Кобекина (премьера — 1995, Локкум)
- 2000 — опера «Идиот» (нем. Der Idiot) Томаса Бломенкампа (премьера — 18 февраля 2001, Крефельд)
- 2015 — опера «Идиот» Александра Смелкова

## Балет
- 1980 — премьера балета «Идиот» в Ленинграде балетмейстера Бориса Эйфмана по мотивам одноимённого романа Достоевского на музыку Шестой симфонии П. И. Чайковского[5]
- 2015 — 30 июля премьера балета «Идиот» на музыку П. И. Чайковского в Омском государственном музыкальном театре. По итогам XXII областного конкурса «Лучшая театральная работа» балет стал «Лучшим спектаклем сезона»[6]. В 2018 году балет получил три диплома лауреатов IV Всероссийского фестиваля «Волжские театральные сезоны» в Самаре[7]

## Факты
- Во Флоренции на площади перед палаццо Питти на одном из домов висит мемориальная табличка, сообщающая, что здесь Ф. М. Достоевский написал роман «Идиот».
- В 2013 году роман был включён в список «100 книг», рекомендованных школьникам Министерством образования и науки РФ для самостоятельного чтения.
- Роман включён в список 100 лучших книг Норвежского книжного клуба 2002 года.
- На протяжении романа герои несколько раз обсуждают реальный криминальный случай, произошедший в 1868 году — жестокое убийство гимназистом Витольдом Горским семьи купца И. С. Жемарина. Интересно, что Достоевский пытался представить себе и дальнейшую судьбу Горского. Так, в набросках к «Идиоту» имеется заметка, что князь Мышкин видел Горского в тюрьме и выпустил его[8]. Однако заметка осталась нереализованной, эта история в роман не вошла.

### Комментарии
1. ↑  Сам автор называет описание происходящих событий рассказом[1]